# Pilidiella quercicola
Pilidiella quercicola är en svampart som först beskrevs av Cornelius Anton Jan Abraham Oudemans, och fick sitt nu gällande namn av Franz Petrak 1927. Pilidiella quercicola ingår i släktet Pilidiella och familjen Schizoparmaceae.   Inga underarter finns listade i Catalogue of Life.